# Независимость центрального банка
Независимость центрального банка (англ. central bank independence) — в экономической литературе институциональная характеристика центрального банка, описывающая степень его свободы от прямого политического или правительственного влияния при проведении денежно-кредитной политики.
Унифицированного определения независимости центрального банка в экономической литературе не сложилось. Ее определяют как способность центрального банка самостоятельно применять инструменты денежно-кредитной политики. Как характеристика правил, ограничивающих влияние правительства на денежно-кредитную политику центрального банка. Как делегирование полномочий и ответственности за денежно-кредитную политику неизбранным должностным лицам, на которых правительство может оказывать ограниченное влияние.

## Классификация форм независимости центрального банка

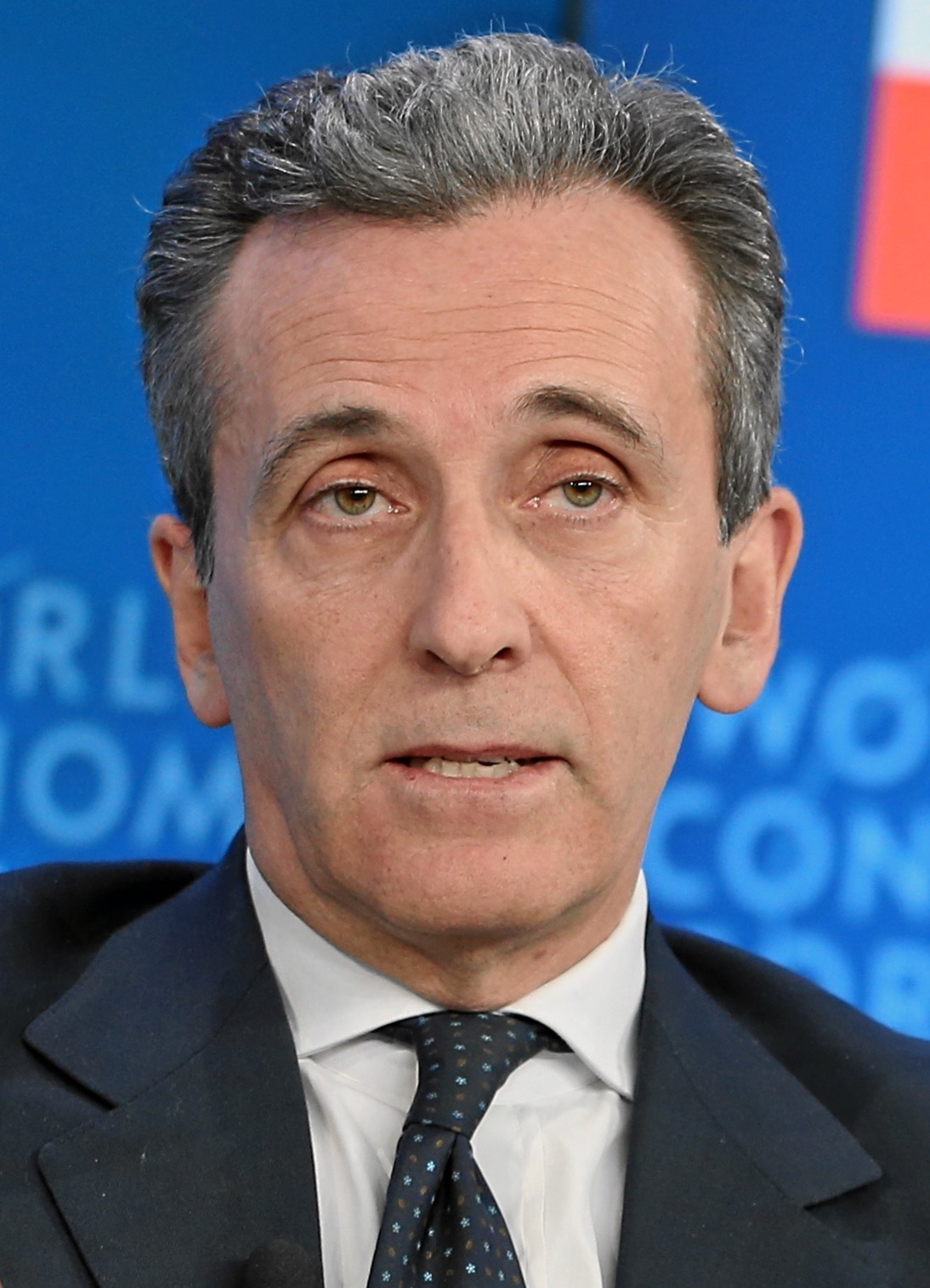
Витторио Грилли, один из авторов идеи политической независимости центрального банка

Экономист Витторио Грилли (министр экономики Италии в 2012—13 годах) совместно с соавторами в 1991 году предложил понятия политической независимости центрального банка (англ. political independence) и его экономической независимости (англ. economic independence). В оригинальной работе они определяют политическую независимость как способность центрального банка выбирать конечную цель денежно-кредитной политики, такую как инфляция или уровень экономической активности. Она зависит от порядка назначения руководства центрального банка, характера взаимосвязей между центральным банком и правительством, а также формальной ответственности (мандата) центрального банка. Экономическая независимость в их понимании представляет собой способность центрального банка выбирать инструменты для достижения своих целей. Она определяется степенью влияния правительства на свои заимствования (через кредиты или покупку государственных ценных бумаг) у центрального банка и природой инструментов, находящихся под управлением центрального банка. Если правительство может определять объем и условия, на которых оно привлекает займы у центрального банка, оно влияет на создание денежной базы и уменьшает экономическую независимость центрального банка.

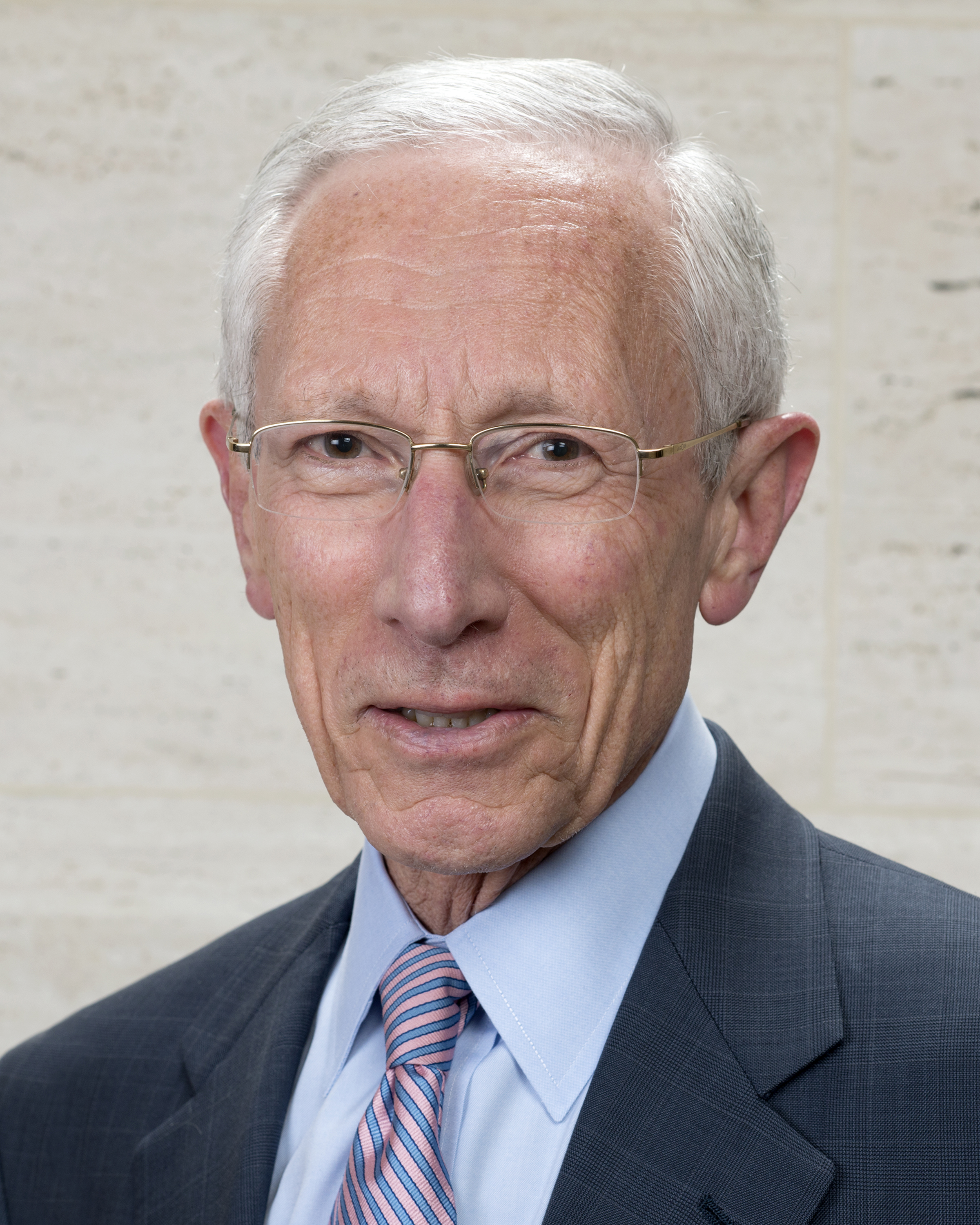
Стэнли Фишер внес существенный вклад в популяризацию независимости центрального банка

Аналогичную простую классификацию форм независимости центрального банка предложили Стэнли Фишер (председатель Банка Израиля в 2005—2013 годах и вице-председатель ФРС США 2014—2017 годах) и Гай Дебелл (будущий заместитель председателя Резервного банка Австралии) в 1994 году. Они описали две формы независимости денежных властей. Первая представляла собой независимость цели деятельности общественного института (англ. goal independence), которая предполагает наличие у центрального банка цели, отличной от цели фискальных властей.  Вторая представляет собой независимость инструмента экономической политики (англ. instrument independence), что означает, что денежные власти должны располагать независимыми, то есть собственными инструментами для достижения своей цели.
Старший экономист МВФ Тонни Лыбек расширил их определение, включая независимость целей денежно-кредитной политики, операционную независимость и независимость денежно-кредитных инструментов. Независимость целей денежно-кредитной политики представляет собой самостоятельную постановку центральным банком своей конечной цели. Операционная независимость (или независимость в выборе целевых переменных денежно-кредитной политики (англ. target autonomy)) означает, что центральный банк самостоятельно подбирает перечень промежуточных и операционных целей, которые будут использоваться для достижения конечной цели денежно-кредитной политики. Независимость денежно-кредитных инструментов или инструментальная независимость предполагает свободу выбора и применения инструментов денежно-кредитной политики.